# Aspidoscelis communis
Aspidoscelis communis es una especie de lagarto del género Aspidoscelis, familia Teiidae, orden Squamata. Su cuerpo mide 96,5 mm de longitud.

## Distribución
Se distribuye por México.

## Taxonomía
Fue descrita por Cope en 1878.
Tratamiento taxonómico
La especie aparece registrada y publicada en Tenth contribution to the herpetology of Tropical America. Proc. Amer. Philos. Soc. 17: 85-98.